# Főváros
A főváros a szó köznapi értelmében egy ország közigazgatásának, állami csúcsszerveinek székhelye, hivatalosan deklarált központja.
Tágabb értelemben használható nemcsak egy ország, hanem nagyobb régiók (térségek, szigetek, földrészek) társadalmi, kulturális, ipari, szolgáltatási, közlekedési stb. központjának megnevezéseként is.
Általában azonos az ország legnagyobb városával, de van amikor nem (ilyen pl. Törökország, melynek fővárosa Ankara, viszont legnagyobb városa Isztambul).

## Kialakulása

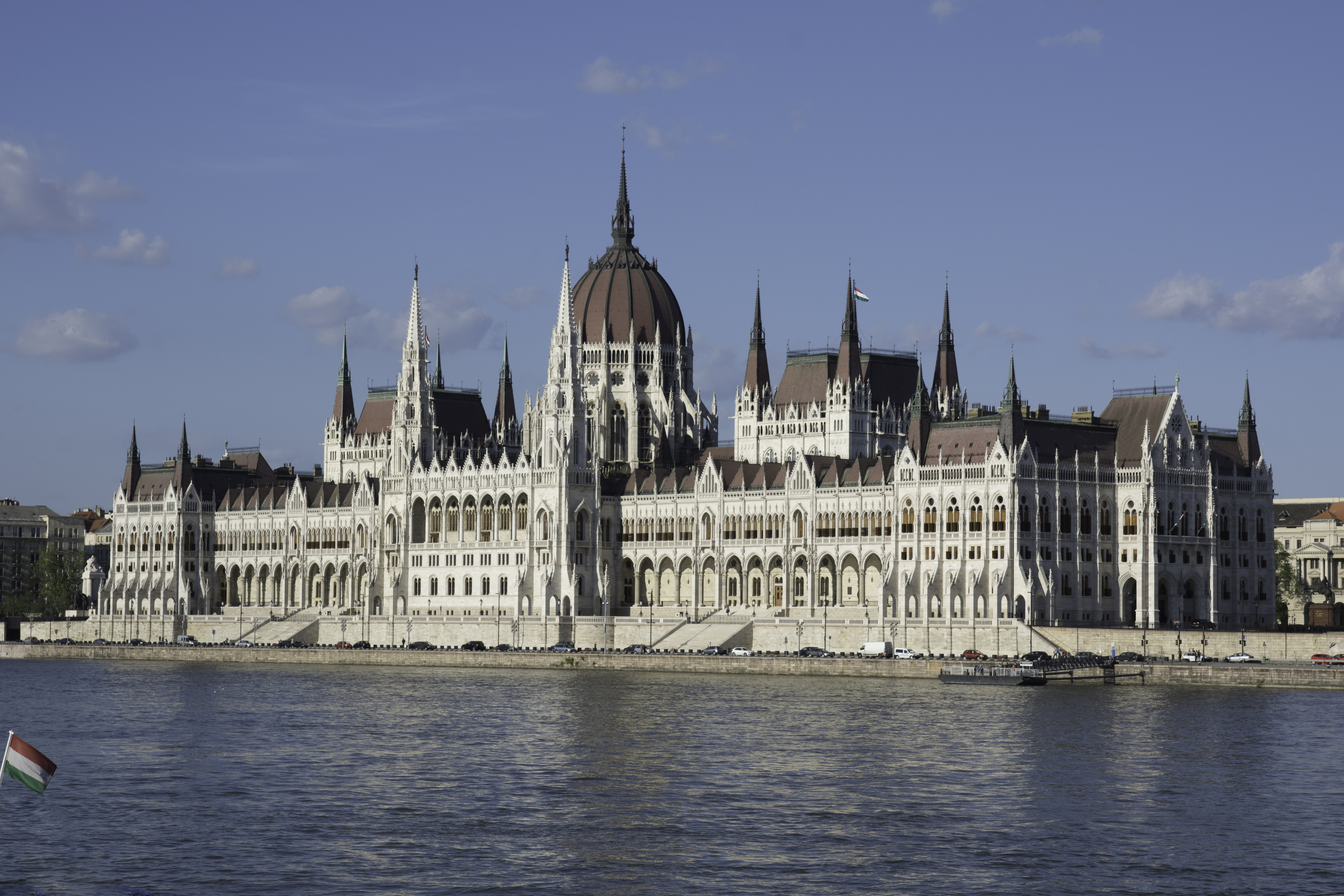
Az Országház Budapesten

A fővárosok kialakulása országonként eltérő. Jellemzően az uralkodó székhelyének vagy koronázási helyének, nemritkán az ország egyházi vagy szakrális központjának fejlettsége révén alakult ki a mai főváros (például Franciaország, Párizs) de az sem ritka, hogy kijelöltek és mesterségesen építették, fejlesztették az ország későbbi fővárosát (például Ausztrália, Canberra). Részben már eleve közlekedési csomópontokban fekvő települések váltak később fővárossá, de a főváros elhelyezkedése is meghatározhatja egy ország közlekedési szerkezetét (például Magyarország, Budapest). Az sem ritka, hogy egy kis, jelentéktelen várost jelöl ki az uralkodó, hogy abból fővárost építsen: ilyen Madrid is, melynek kiválasztásában az játszotta a döntő szerepet, hogy az ország közepén helyezkedett el. Bonn is jelentéktelen város volt, de azért lett az egykori NSZK fővárosa, mert politikailag stabilnak tűnt.
A Földnek jelenleg közel 30 olyan országa van, amelynek fővárosa nem a legnagyobb város: az ismertebbek közé tartozik az Egyesült Államok, Ausztrália, Belgium, Brazília, a Dél-afrikai Köztársaság, Kanada, Kína, Pakisztán, Svájc, Törökország, Új-Zéland, és Vietnám.
Tíz olyan ország létezik továbbá, amelynek egynél több fővárosa van: ezeknél a fő államhatalmi szervek egy része itt, másik része egy másik helyen található. Közülük bizonyára Hollandia a legismertebb, de ide tartozik még többek közt Benin, valamint a Dél-afrikai Köztársaság is: ez utóbbinak nem kevesebb mint három fővárosa van.

### A fővárosok helye a közigazgatásban
A hivatalos fővárosi rang általában a közigazgatás rendszerén belül is kiemelt státuszt élvez, ilyen például az Egyesült Államok fővárosa, Washington is, mely önálló szövetségi kerület, vagy éppen Budapest, melyet ugyan körbevesz Pest vármegye, de a főváros annak nem része. Mai sajátosság, hogy a gazdaság, kereskedelem a közigazgatási székhelyektől függetlenül fejlődik. Így például Hollandiában – a királyi székhely Hágában található, míg a főváros Amszterdam, ugyanakkor jelentős kikötője révén kereskedelmi központja Rotterdam. Egy másik példa New York, amely ugyan az Egyesült Államok pénzügyi központja, de nem fővárosa.

## Sajátosságai

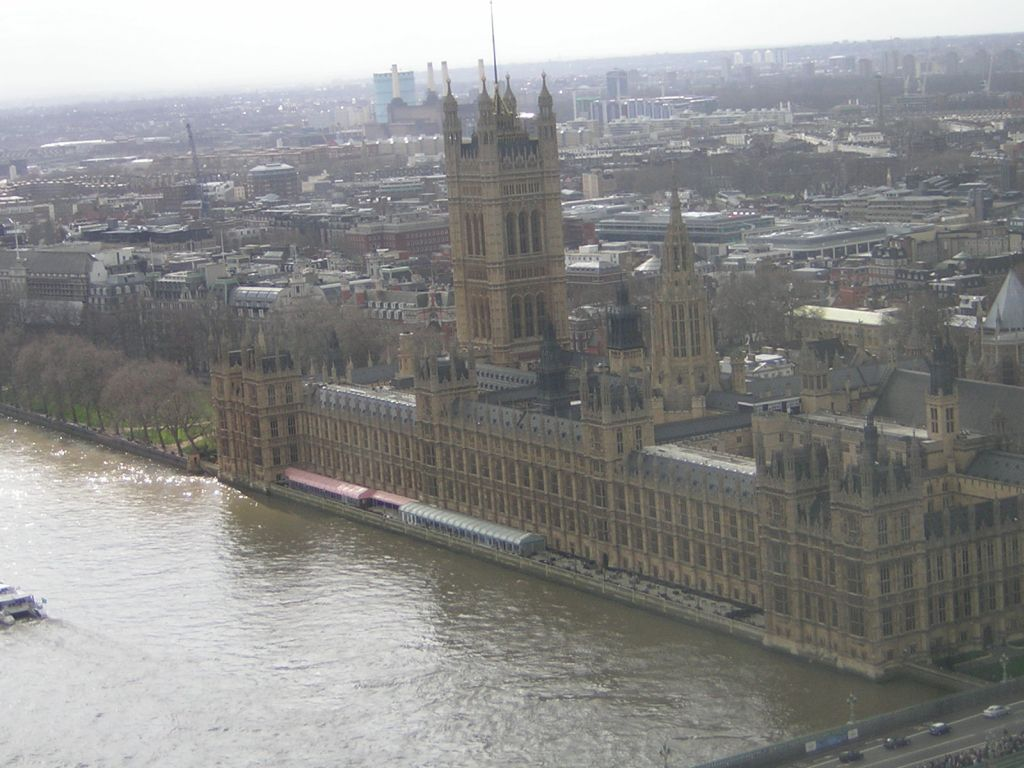
A Westminster Hall (London)

A fővárosban található az adott az ország törvényhozása (parlament), kormányzati csúcsszervei (minisztériumok), valamint az országos hatáskörű hivatalok központjai. A világ majd' minden fővárosában működik tőzsde is, továbbá gyakori, hogy az adott ország pénzügyi központja is a fővárosban van. Hogy a főváros kizárólagos kulturális központ szerepet is betölt-e, az az ország történelmével, hagyományaival függ össze – Párizs esetében a kulturális centrum szerep vitathatatlan, de Olaszországban már ez nehezen lenne eldönthető.
Általánosan jellemző, hogy egy-egy ország fővárosában túlsúlyban van a szolgáltatási szektor, hiszen minél több ágazat központja található meg az adott városban, annál több vállalkozás él meg azok kiszolgálásából. Tipikus, hogy egy-egy ország fővárosa egyben a turizmus fellegvára is, ezért rendszerint igen fejlett a vendéglátással foglalkozó szektor is – noha az országok más régiói is a turisták célpontjai lehetnek.
A fővárosok gyakran országuk legnépesebb települései, ezenkívül gyakran jelentős agglomerációval rendelkeznek.

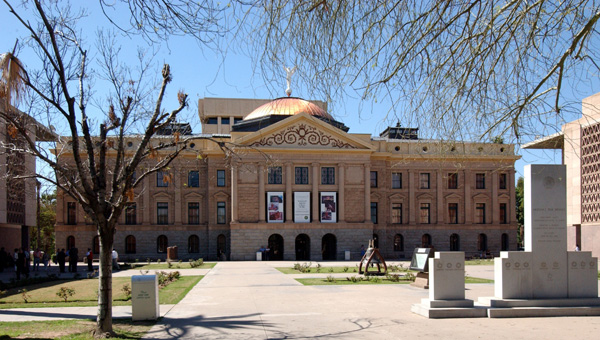
Az Arizonai Állam Capitol Épület Phoenixban